# Viaduc de Chillon
Le viaduc de Chillon est un ouvrage autoroutier situé en Suisse au sud de Montreux et au nord de Villeneuve.

## Description
Réalisé par le Consortium des Viaducs de Chillon entre 1966 et 1969, imaginé et calculé par Roland Hofer, il tire son nom du château de Chillon qu'il domine depuis le versant à l'est du lac Léman. Le viaduc est en fait une construction double constituée de deux voies de 12 mètres de large chacune et appartenant à l'autoroute A9, part de la route européenne 27.
Les deux viaducs s'étirent sur 2 150 mètres et culminent à 100 mètres par rapport au niveau du lac. Les deux voies sont décalées de quelques mètres dans le sens de la hauteur.
Les piliers mesurent entre 3 et 45 mètres et sont séparés par une distance de 92, 98 ou 104 mètres. Au bout du viaduc au nord, l'autoroute s'engouffre dans le tunnel de Glion. L'extrémité sud du viaduc se termine sur les hauteurs de Villeneuve. Depuis l'autoroute, l'ouvrage offre une vue panoramique sur une grande partie de l'arc lémanique, la Riviera vaudoise, le Chablais vaudois et valaisan et le Chablais français. Il est inscrit comme bien culturel suisse d'importance nationale.